# Церква Зіслання Святого Духа (Низьколизи)
Церква Зіслання Святого Духа в Низьколизах — парафія і храм греко-католицької громади Коропецького деканату Бучацької єпархії Української греко-католицької церкви в селі Низьколизи Чортківського району Тернопільської области.

## Історія церкви
Греко-католицька громада села Низьколизи отримала дозвіл на будівництво храму від уряду Австро-Угорщини 18 березня 1880 року. Церкву збудували у 1883 році на берегах річки Золота Липа.
До 1946 року парафія належала до УГКЦ. З 1946 по 1961 рік вона перебувала у складі РПЦ, хоча офіційно храм не закривали, оскільки він був зареєстрований як капличка.
У 1961 році державна влада все ж закрила храм, а його офіційне відкриття відбулося лише у 1988 році, коли парафія знову перейшла під юрисдикцію РПЦ.
При парафії діють братство «Апостольство молитви» та Вівтарна дружина.

## Парохи
- о. Посолених (1988—1989),
- о. Дудяк (1989—1992),
- о. Ярослав Павлік (1992—1994),
- о. Михайло Костенко (1994—2004),
- о. Святослав Жабюк (2004—2006),
- о. Антон Вербовий (з 2006).